# Josef Ježek
Josef Ježek (ur. 2 sierpnia 1884 w Žamberku, zm. 1969 w Pradze) – czechosłowacki wojskowy (generał), dowódca żandarmerii w okresie międzywojennym, minister spraw wewnętrznych w rządzie Protektoracie Czech i Moraw.

## Życiorys
Ukończył gimnazjum w Rychnovie nad Kněžnou, a następnie, w 1902 roku, korpus kadetów w Wiedniu. Od 1909 roku w stopniu podporucznika służył w żandarmerii austro-węgierskiej, w latach 1914–1915 w pułku na Bukowinie, a następnie w ministerstwie Ministerstwie Obrony Kraju w Wiedniu. 
Po utworzeniu Czechosłowacji w listopadzie 1918 roku stanął na czele zgrupowania żandarmerii w Jindřichůvym Hradcu. W 1919 roku został wysłany na Słowację, gdzie objął funkcję pierwszego zastępcy dowódcy żandarmerii. W latach 1924–1937 służył w oddziale żandarmerii ministerstwa spraw wewnętrznych. Następnie w został dowódcą żandarmerii na Słowacji. 
Od 1938 roku był dowódcą żandarmerii w Pradze. Jednocześnie założył, po czym objął funkcję redaktora naczelnego pisma „Bezpečnostní služba”. W 1939 roku został dowódcą generalnym żandarmerii. 1 czerwca 1939 roku został ministrem spraw wewnętrznych Protektoratu Czech i Moraw w rządzie gen. Aloisa Eliáša, a następnie Jaroslava Krejčiego. Funkcję ministra pełnił do stycznia 1942 roku, został zwolniony na rozkaz Karla Hermanna Franka.
Po II wojnie światowej został aresztowany. W 1947 roku stanął przed Sądem Narodowym, jednak w procesie został uniewinniony. Ponownie aresztowany w 1954 roku, został skazany na karę 25 lat więzienia. Karę odbywał w Leopoldovie, wyszedł na wolność na mocy amnestii w 1960 roku.